# Лосево (Ґраєвський повіт)
Лосево (пол. Łosewo) — село в Польщі, у гміні Граєво Ґраєвського повіту Підляського воєводства.
Населення — 81 особа (2011).
У 1975-1998 роках село належало до Ломжинського воєводства.

## Демографія
Демографічна структура станом на 31 березня 2011 року:
|          | Загалом | Допрацездатний вік | Працездатний вік | Постпрацездатний вік |
| -------- | ------- | ------------------ | ---------------- | -------------------- |
| Чоловіки | 46      | 10                 | 27               | 9                    |
| Жінки    | 35      | 7                  | 17               | 11                   |
| Разом    | 81      | 17                 | 44               | 20                   |